# Micromégas
Pour les articles homonymes, voir Micromegas.
Micromégas : histoire philosophique est un conte philosophique de Voltaire paru en 1752. Sa première version pourrait avoir été écrite en 1738 ou 1739. Sacrifiant à la mode des voyages extraordinaires, il décrit la visite de la Terre par deux géants : Micromégas, venu d'une planète de Sirius, et le secrétaire de l'Académie de Saturne.
Micromégas est à la fois l'un des premiers contes philosophiques et l'un des ouvrages les plus représentatifs de l'esprit des Lumières, car il concentre des réflexions de critique sociale, religieuse, morale, philosophique et des éléments de réflexion sur l'homme, sans oublier l'aspect scientifique, primordial pour les Encyclopédistes. Il souligne la notion philosophique de relativisme. Il écarte comme vaine la spéculation métaphysique, lui préférant l'observation et l'expérimentation scientifiques.

## Genèse

### Contexte scientifique et philosophique
Durant la période classique, l'exigence critique et la passion de la découverte marquent une pause, sans disparaître complètement. Puis, à la fin du XVIIe siècle et au XVIIIe siècle, les tendances novatrices reprennent leur élan. L'esprit d'examen progresse, les croyances traditionnelles sont critiquées. Tout doit être examiné à la lumière de la raison, pour en tirer des conclusions pratiques. Pris dans l'effervescence du développement des sciences, les philosophes se donnent un nouveau rôle : non seulement expliquer le monde, mais l'aider à progresser. Bayle et Fontenelle « vont lutter contre la croyance au surnaturel, fonder la tolérance sur le scepticisme religieux, dissocier la morale de la religion, définir les règles de l'esprit scientifique et affirmer l'idée de progrès matériel et moral ». Nombre de philosophes condamnent la métaphysique, estimant qu'il ne sert à rien de spéculer sur l'insaisissable. Le métaphysicien est tourné en dérision — notamment par Voltaire.

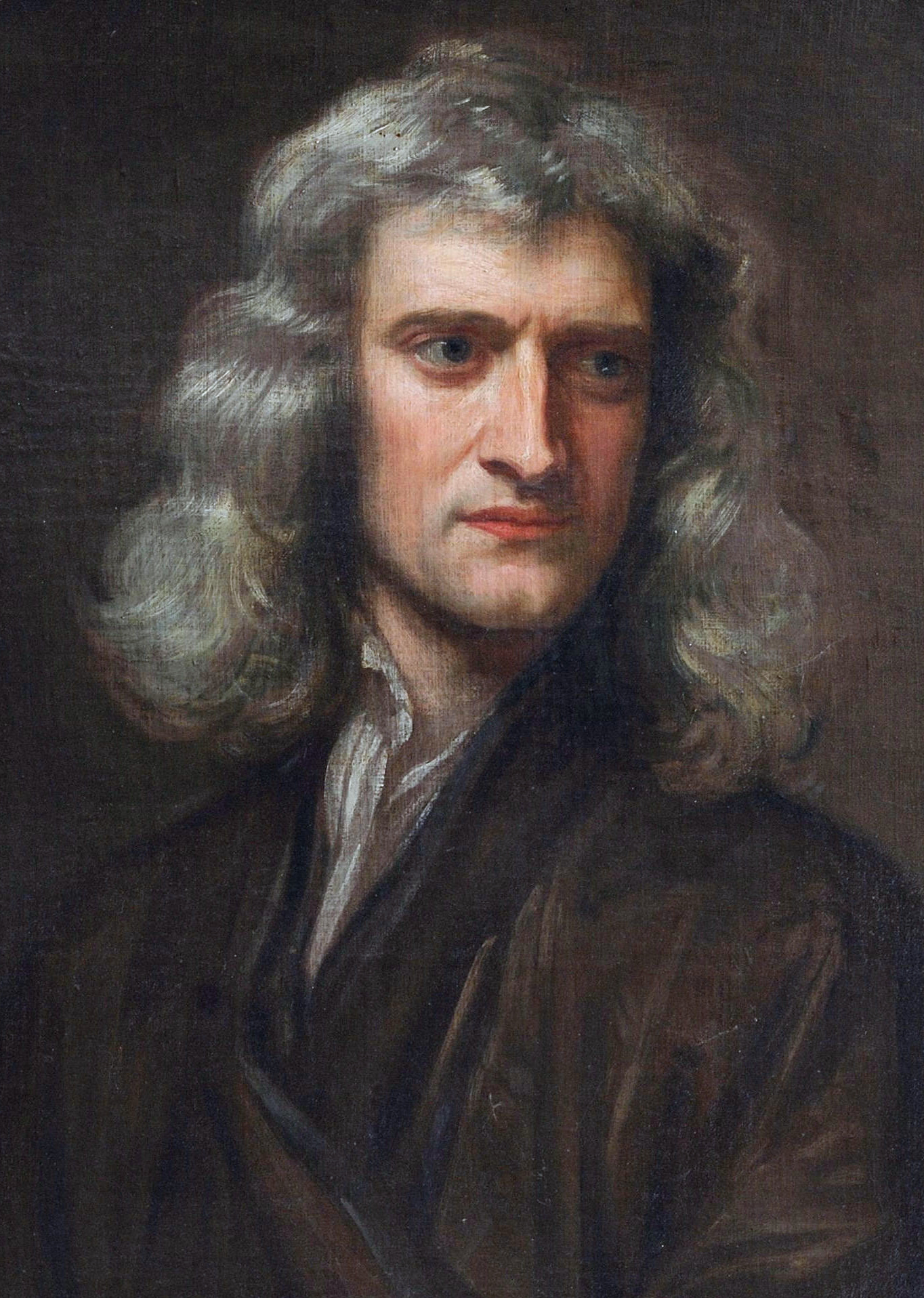
Isaac Newton donne naissance à une physique autonome, débarrassée des préjugés.

- Dès les années 1670, Leeuwenhoek et Hartsoeker perfectionnent des microscopes et se passionnent pour l'observation des êtres minuscules[5].
- En 1686, Fontenelle publie les Entretiens sur la pluralité des mondes, ouvrage d'astronomie vulgarisant les travaux de Descartes et de Copernic. Il manifeste son scepticisme à l'égard de la métaphysique et du merveilleux, sa foi dans la méthode scientifique. Il se moque de l'homme qui se croit au centre de l'univers, il affirme le relativisme[6].
- En 1687, Newton publie les Principes mathématiques de la philosophie naturelle, où il expose sa loi universelle de la gravitation. En une formule mathématique, il explique la mécanique céleste. C'est un profond bouleversement. Une nouvelle physique s'impose, dépouillée des préjugés, une physique autonome où religieux et métaphysiciens n'ont plus leur mot à dire[2]. Voltaire publie en 1738 les Éléments de la philosophie de Newton, et en 1740 la Métaphysique de Newton. De 1745 à 1749, la scientifique Émilie du Châtelet, compagne de Voltaire, traduit en français le livre de Newton[7].
- En 1689, le philosophe anglais Locke publie son Essai sur l'entendement humain, l'un des ouvrages fondateurs de l'empirisme[8]. En évitant toute idée préconçue, en écartant les problèmes métaphysiques parce qu'insolubles, il tente de prouver, avec prudence et méthode, que les idées viennent de l'expérience et des faits[9]. Il rappelle ainsi la philosophie à l'exigence du concret[10]. Cet essai a une influence importante sur la pensée du XVIIIe siècle[9], et notamment sur Voltaire[11]. Celui-ci fait l'éloge de Locke dans ses Lettres philosophiques[12] (1734) et dans Micromégas.
- En 1732, Maupertuis répand les théories de Newton dans Discours sur les différentes figures des astres, ce qui lui vaut l'admiration de Voltaire[13]. En 1736 et 1737, il mène une expédition en Laponie qui permet, en comparant les mesures de deux degrés de méridien (l'un en France, l'autre dans le grand nord), de confirmer une déduction de Newton : la terre est aplatie aux pôles[14]. Voltaire parle de ce voyage dans les Éléments de la philosophie de Newton, puis dans Micromégas.
- En 1734, Pope, dans son poème Essai sur l'homme, transpose la vision newtonienne de l'univers « dans une nouvelle conception de l'homme[15] » — une conception optimiste, car suggérant un homme libéré de la malédiction du péché originel[16]. Voltaire envisage un moment de traduire le poème, puis il imite Pope dans Discours en vers sur l'homme (1738)[17].

### Sources
La tradition du voyage extraordinaire connaît une vogue croissante au XVIIe siècle, et se teinte déjà de philosophie. Et les progrès de l'astronomie et de la cosmographie favorisent l'essor, à la fin du XVIIe siècle et au début du XVIIIe, de la tradition du voyage interplanétaire.
Livre très personnel, très original dans sa facture, Micromégas rappelle pourtant, dans ce qui concerne les affabulations, Les Voyages de Gulliver de Swift, paru en 1726. (Voltaire a rencontré Swift en Angleterre.) Le conte fait penser aussi aux livres qui ont pu inspirer Swift : l'Histoire véritable de Lucien, le Roland furieux de l'Arioste, le Pantagruel et le Gargantua de Rabelais, l'Histoire comique des États et Empires de la Lune de Cyrano de Bergerac.
Les thèmes abordés peuvent renvoyer à l'« Apologie de Raimond Sebond » de Montaigne (Essais, liv. II, chap. XII), à la Physique de Gassendi, aux « Deux Infinis » de Pascal (Pensées, chap. I), à l'Histoire comique des États et Empires de la Lune, mais surtout aux Entretiens sur la pluralité des mondes de Fontenelle — en dépit des taquineries dont le vieux philosophe est l'objet dans le conte. Micromégas est placé sous le signe du système de Newton, de la méthode de Locke et de l'optimisme de Pope.

### Composition
On ignore la date de la composition de Micromégas. On a longtemps cru qu'il avait été écrit vers 1750, c'est-à-dire après Zadig (1747) et avant Candide (1759). Mais en 1950, Ira Owen Wade fait le rapprochement avec un texte disparu dont il est question dans la correspondance de Voltaire. Le 15 juin 1739, celui-ci adresse au prince héritier Frédéric de Prusse ce qu'il appelle une « fadaise philosophique » : le Voyage du baron de Gangan. Le manuscrit est aujourd'hui perdu. D'après la réponse de Frédéric (7 juillet), il s'agit de l'histoire d'un voyageur céleste, où Voltaire rabaisse « la vanité ridicule des mortels », où il réduit à sa juste valeur « ce que les hommes ont coutume d'appeler grand », où il abat « l'orgueil et la présomption ». Il pourrait bien s'agir du premier état de Micromégas. D'ailleurs, on retrouve dans Micromégas l'enthousiasme pour les sciences du Voltaire de 1738, celui des Éléments de la philosophie de Newton, qui dit : « L'homme n'est pas fait pour connaître la nature intime des choses, […] il peut seulement calculer, mesurer, peser et expérimenter. » Et les événements évoqués dans le conte sont principalement de la période 1736-1738 (expédition en Laponie de Maupertuis, guerre russo-turque de 1735-1739). Écrit dans sa plus grande partie vers 1738-1739, quelque peu remanié vers 1750, Micromégas pourrait donc être le premier conte philosophique développé de Voltaire.

### Publication
Les commentateurs ont des avis divers sur le lieu de publication.
En juillet 1750, Voltaire répond à l'invitation de son correspondant, le roi Frédéric de Prusse. Il se rend à Berlin. En février 1751, il fait porter à l'éditeur parisien Michel Lambert divers manuscrits, dont Micromégas. Le conte est imprimé. Prévenu de ce qu'il y est tourné en dérision, Fontenelle porte plainte. Voltaire renonce à la publication. Micromégas ne figure donc pas dans les onze volumes des Œuvres de Voltaire que Lambert publie en avril et mai 1751.
Grangé, un autre libraire parisien, se procure le manuscrit (sans doute l'achète-t-il à Lambert), et tire une édition subreptice. Fontenelle intervient à nouveau, et les livres sont détruits. Un exemplaire épargné prend le chemin de l'Allemagne.
Micromégas ne paraît qu'en 1752, en trois éditions.
- Une première est revêtue de la mention « Londres, 1752 ». Elle comporte, en plus de Micromégas, une Histoire des croisades (un fragment de l'Essai sur les mœurs et l'esprit des nations qui sera publié quatre ans plus tard).
- Une deuxième porte l'indication de lieu « À Londres », mais pas de date.
- Une troisième porte l'indication « À Londres, 1752 »[26].

En 1950, Ira Owen Wade établit une édition critique à partir de ces trois éditions.
En 1966, Martin Fontius (de) apporte des vues nouvelles sur ces trois éditions. Selon lui, elles n'auraient pas été publiées à Londres, mais en Allemagne, presque en même temps, en mars 1752. René Pomeau, en 1994, le suit dans cette idée.
- L'édition qui comporte l'Histoire des croisades, édition que selon Pomeau « il faut considérer comme l'originale[26] », serait due à Mevius et Dieterich, de Gotha. Ils l'auraient établie à partir de l'exemplaire Grangé sauvé de la destruction[24].
- Les deux autres éditions auraient été confiées par Voltaire (peut-être sous forme de manuscrit) à son éditeur habituel, Georg Conrad Walther[29], à Dresde[26].

D'autres commentateurs ne prennent pas en compte cette thèse de Fontius agréée par Pomeau. Ainsi, en 2000, Jean Goulemot affirme que l'édition sans date de Londres « est l'édition originale selon les spécialistes », ajoutant que la critique l'« admet unanimement ». La Bibliothèque nationale de France estime pour sa part que cette édition sans date est l'« édition princeps probablement faite à Paris par M[ichel] Lambert ».

## Résumé

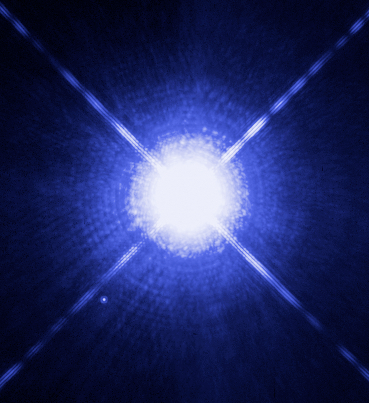
Sirius A et, en dessous, à gauche, Sirius B.

### Chapitre I
Micromégas est un géant de trente-deux kilomètres de haut, jeune savant doté d'environ mille sens et habitant une gigantesque planète de Sirius. À la suite de travaux d'entomologie contestés par un fanatique du clergé de sa planète, il est chassé de la cour. Il part alors en voyage dans l’univers « pour achever de se former l'esprit et le cœur ».
À son arrivée sur Saturne, le géant sirien se moque d’abord de la petite taille des habitants, qui ne mesurent que deux kilomètres de haut. Il perd néanmoins ce sentiment de supériorité en s’apercevant « qu’un être pensant peut fort bien n’être pas ridicule pour n’avoir que six mille pieds de haut ». Il se lie d’amitié avec le secrétaire de l’Académie de Saturne, un « nain » à ses yeux.

### Chapitre II
Micromégas et le nain discutent des différences entre leurs planètes, ils vont aussi échanger des mots à travers la religion, leur espérance de vie. Cet échange permet de constater que le secrétaire est inférieur en tout à Micromégas. Néanmoins, il va suivre le Sirien dans sa quête philosophique, et se montrer bon compagnon de voyage.

### Chapitre III

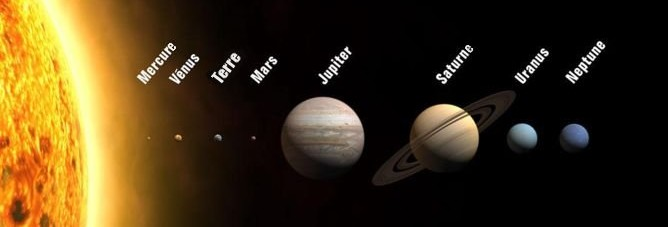
Dans le Système solaire, Micromégas visite Saturne et Jupiter, dédaigne Mars et arrive sur Terre.

Ensemble, les deux philosophes visitent Jupiter pendant un an. Ils souhaitent publier un livre tiré de leurs observations sur cette planète. Mais les inquisiteurs en décident autrement. Micromégas et le nain poursuivent leur voyage. Ils dédaignent Mars, qui leur paraît trop petite. Ils débarquent alors sur la Terre.

### Chapitre IV
Le nain considère un peu vite que cette planète est inhabitée. En fait, les hommes sont trop minuscules pour que ses yeux les détectent. Micromégas casse son collier de diamants. Le nain se rend compte que ces diamants font office de microscope. Ainsi les deux géants découvrent-ils une baleine, puis un navire de philosophes revenant du cercle polaire.

### Chapitre V
Micromégas saisit le navire dans sa main. Il croit que c'est un animal. L'équipage prend peur, son agitation chatouille la main du géant. Celui-ci découvre alors les hommes.

### Chapitre VI
Les voyageurs interstellaires entreprennent de communiquer avec les membres de l'expédition : contre toute attente, ces « insectes », ces « atomes » se révèlent intelligents. Ils sont capables de mesurer les deux géants avec une grande précision. Ils connaissent les distances entre les planètes, ou le poids de l'air.

### Chapitre VII
S’ils parlent fort bien de sciences, ces microbes, hélas, provoquent l'indignation des voyageurs lorsqu’ils évoquent les massacres auxquels certains de leurs semblables se livrent. Micromégas leur demande alors ce que c'est que leur âme, et comment ils forment leurs idées. Les philosophes ont tous des avis différents. Ils sont manifestement moins à l'aise sur ce terrain que sur celui des sciences. Micromégas démonte tour à tour leurs systèmes. Seul un disciple de Locke trouve grâce à ses yeux. Un docteur de Sorbonne intervient de manière fort impolie pour soutenir que l'univers entier a été créé par Dieu pour les hommes, ce qui provoque l'hilarité des deux géants.
Micromégas et son compagnon laissent aux Terriens un livre qui doit leur permettre de voir « le bout des choses », c'est-à-dire les causes finales, les raisons pour lesquelles les choses existent telles qu'elles sont. Les deux géants quittent ces petites créatures imbues d’elles-mêmes. Ils reprennent leur route interstellaire. Leur livre est porté à l'Académie des sciences, où le secrétaire découvre que le livre est « tout blanc », ce qui signifie que les causes finales nous échapperont toujours : voilà pourquoi Voltaire estime qu'il est vain de se poser des questions métaphysiques. Cette image d'un « grand livre » où Dieu aurait détaillé le « mécanisme universel », où il aurait précisé quelles étaient ses intentions en créant l'univers, Voltaire l'utilise également dans Zadig, et Diderot dans les Pensées sur l'interprétation de la nature et dans Jacques le Fataliste. L'image semble provenir d'Alexander Pope,.

## Personnages
- Micromégas est un jeune homme de beaucoup d'esprit, qui vit sur une planète de Sirius. Âgé de 670 ans, il mesure huit lieues, soit près de 39 kilomètres[32]. Il n'est pas exempt de défauts. Bien qu'il affirme ne mépriser personne[42], il ne peut réprimer un sourire de supériorité devant la petite taille de Saturne et de ses habitants[34]. Ancien enfant précoce[43], très savant, très observateur, Micromégas est passionné d'entomologie. Il écrit un livre sur les insectes qui lui attire les foudres du muphti. Depuis le XVIIe siècle, les perfectionnements apportés aux microscopes permettent de découvrir tout un monde nouveau. Le livre d'entomologie écrit par Micromégas fait songer aux Mémoires pour servir à l'histoire des insectes, publiés de 1734 à 1742 par Réaumur, que Buffon méprisait[44]. Un des savants de l'expédition évoque les travaux de Swammerdam et de Réaumur[45]. Le narrateur parle de Leuwenhoek et de Hartsoeker, qui ont observé des spermatozoïdes[46]. Comme dans les autres contes de Voltaire, on reconnaît l'auteur à travers le personnage principal[47].
- Le muphti du pays de Micromégas, « grand vétillard et fort ignorant[33] ». Certains commentateurs voient dans ce personnage un ennemi de Voltaire, le théatin Jean-François Boyer, qui avait attaqué les Lettres philosophiques (parues en 1734)[48]. Le muphti personnifie le religieux inculte et intolérant. Il se mêle, à grand renfort d'arguments spécieux, de juger et de faire condamner un livre d'entomologie, ce qui n'est ni de son ressort ni de sa compétence. La justice, lente, peu scrupuleuse, est à ses ordres[33].

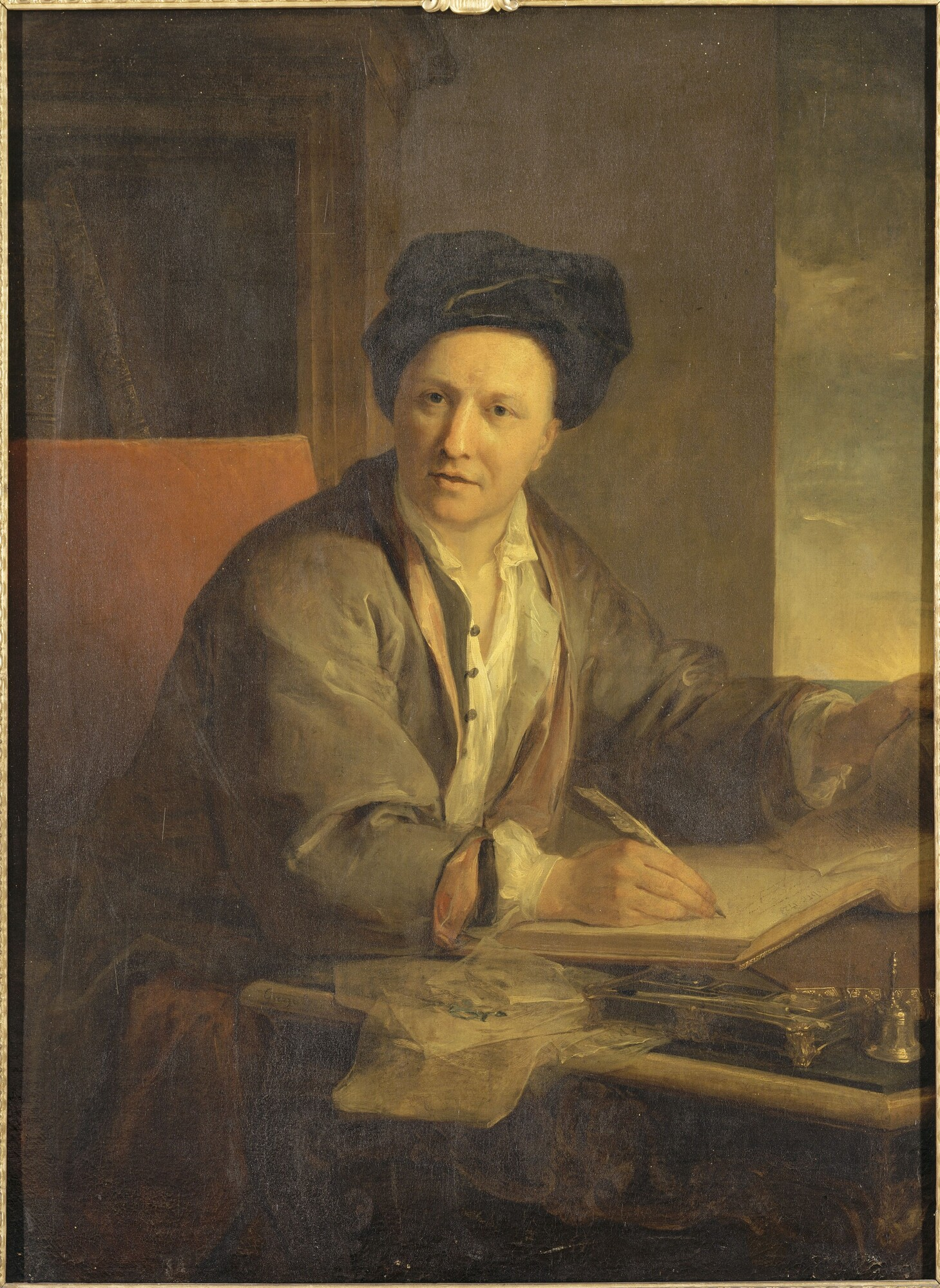
Fontenelle.

- Le secrétaire de l’Académie de Saturne, dit « le nain ». Pour Micromégas, il est un nain, car il ne mesure que mille toises, soit un peu moins de deux kilomètres. Homme de beaucoup d'esprit, il n'a certes rien inventé, mais il sait parler des inventions des autres. Moins intelligent que Micromégas, il partage avec lui le goût de la connaissance. Il juge parfois un peu vite, et il raisonne assez mal[49]. Si Micromégas ressemble à Voltaire, le nain, qui lui est inférieur en tout, est sans le moindre doute Fontenelle, longtemps secrétaire de l'Académie des sciences de Paris[50] : dès qu'il se livre à des comparaisons entre brunes et blondes et la nature, le lecteur reconnaît en effet le style fleuri du « Premier soir » des Entretiens sur la pluralité des mondes[51]. Voltaire a de l'admiration pour Fontenelle en tant que philosophe (il reprend dans Micromégas les idées des Entretiens), mais il n'apprécie guère son bel esprit[52]. Il reproche par ailleurs au vieux philosophe de s'être allié à ses ennemis[48]. Voltaire se permet donc de petites moqueries : il juge pataude et mondaine la façon de vulgariser de Fontenelle, il ne recule pas devant une allusion gaillarde[53] et va jusqu'à prêter à Fontenelle des préjugés antiscientifiques que celui-ci a toujours combattus[54].
- La maîtresse du nain, jolie brune de petite taille : elle ne mesure pas plus de 600 toises (1,17 kilomètre). Elle pleure beaucoup le départ de son amant, et se console très vite dans les bras d'un autre.

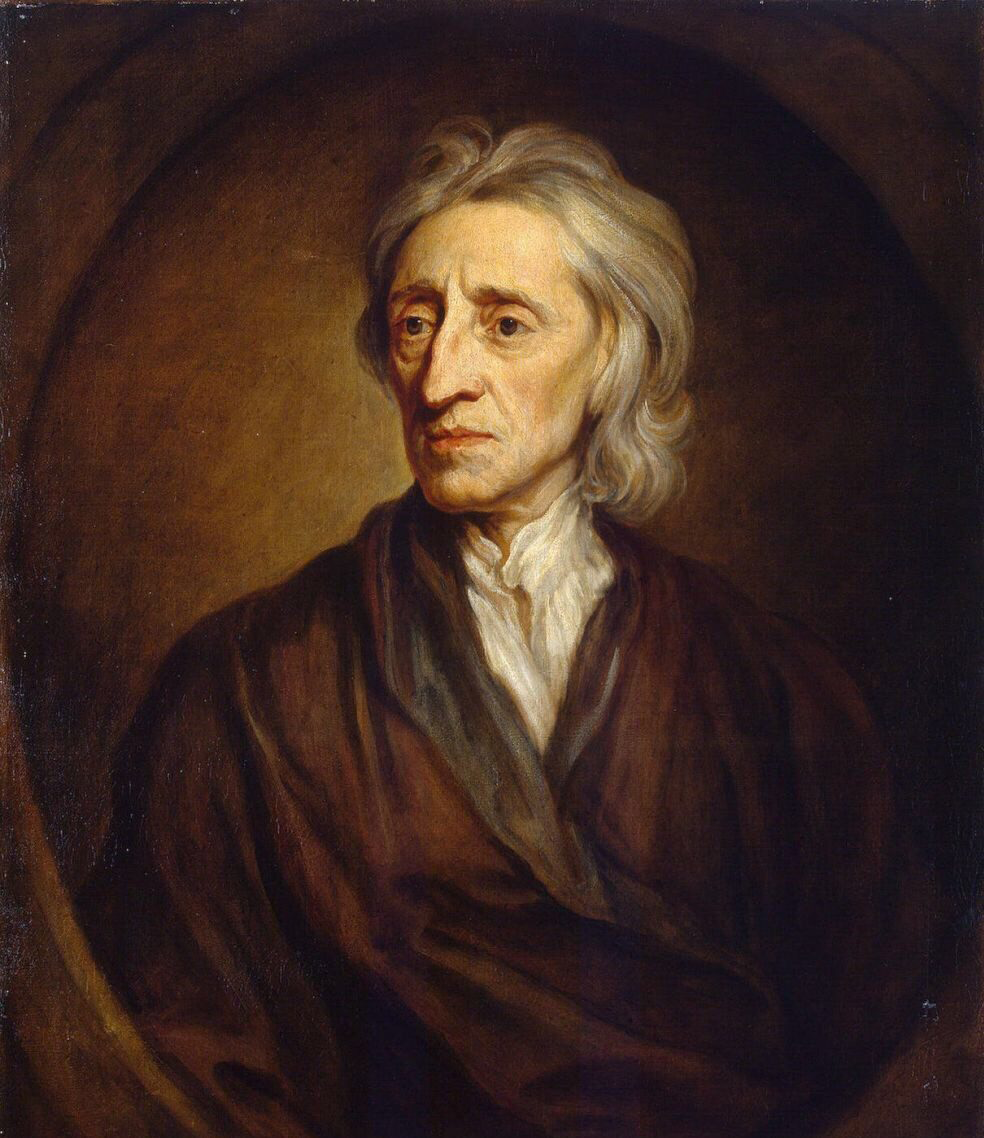
John Locke.

- Les membres de l'expédition. Le lecteur reconnaît l'expédition en Laponie de Maupertuis, en 1736-1737[55]. En effet, Micromégas et son compagnon arrivent sur le bord septentrional de la mer Baltique le 5 juillet 1737, ce qui est très proche de la date de l'échouage en Westrobothnie[56] de Maupertuis, le 11 juin de la même année[57].
  - Un physicien hardi et raisonneur. La précision de ses calculs fait l'admiration de Micromégas et de son compagnon.
  - Un péripatéticien, le plus vieux des philosophes de l'expédition. Il cite Aristote en grec, bien qu'il ne comprenne pas le grec : « Il faut bien citer ce qu'on ne comprend point du tout dans la langue qu'on entend le moins[58]. »
  - Le disciple de Descartes. Il défend de façon caricaturale la théorie des « idées innées », à laquelle s'oppose l'empirisme : les idées sont acquises par l'expérience[59].
  - Le disciple de Malebranche, dont l'âme ne s'occupe de rien : Dieu prend toutes les décisions à sa place[60]. C'est la « vision en Dieu[61] », le panthéisme de Malebranche[62].
  - Le disciple de Leibniz donne de son âme une définition particulièrement confuse, dont il estime qu'elle est claire. Il tente d'expliquer « l'harmonie préétablie » de Leibniz : il y a certes accord, mais sans communication, entre l'âme et le corps[63].
  - Le « petit partisan » de Locke est le seul, selon Micromégas, à parler de l'âme avec sagesse. Voltaire, dans sa lettre XIII des Lettres philosophiques, a cité une phrase de Locke : « Nous ne serons peut-être jamais capables de connaître si un être purement matériel pense ou non[64]. » Depuis, Voltaire ne cesse de revenir sur cette proposition qu'il a isolée de son contexte, la rendant plus audacieuse que Locke n'aurait voulu[65], la faisant concorder avec le matérialisme[66]. Grand admirateur du philosophe anglais, Voltaire a contribué à lui tailler une réputation d'empiriste radical et de sensualiste[67] (pour les sensualistes, la connaissance vient des sensations, les idées viennent des sens[68].) À la suite de Locke, Voltaire tient à fixer des limites au champ d'investigation, pour ne pas tomber dans la métaphysique — mais sans prétendre limiter la puissance de Dieu.
  - « Un petit animalcule en bonnet carré », autrement dit un docteur en théologie de la Sorbonne[69], en appelle à la Somme théologique de saint Thomas d'Aquin. Ce dernier représente pour Voltaire l'orthodoxie scolastique[70]. Le docteur déchaîne l'hilarité de Micromégas et de son compagnon en soutenant que tous les mondes, tous les soleils, toutes les étoiles sont faits « uniquement pour l'homme[35] ». Les progrès des connaissances scientifiques rendent caduque cette vision anthropocentrique[69]. Voltaire souligne ainsi le poids de préjugés hérités du Moyen Âge[70].

## Forme
Le livre brille par la pureté du style et par un esprit rusé, mordant, malicieux. Tapi derrière le masque de l'ingénuité, Voltaire peut, en quelques lignes, faire s'effondrer tout un système de pensée.
Néanmoins le récit a un caractère un peu abstrait. La narration s'efface au profit des dialogues. Il est trop évident que l'auteur cherche à répandre des idées plus qu'à faire vivre des personnages. Ce défaut sera gommé dans Zadig et Candide.

## Thèmes principaux
Micromégas est un conte philosophique. Sous le couvert du divertissement, il se propose donc de dénoncer les maux dont souffre la société (préjugés, obscurantisme, fanatisme, bellicisme) au profit des idées des Lumières (raison, tolérance, foi dans le progrès, esprit d'observation et d'expérimentation). Léger, fantaisiste, plein d'ironie, Micromégas est un méli-mélo où l'on trouve du fantastique dans la tradition de Rabelais, de Cyrano de Bergerac et de Swift, mais aussi l'écho des dernières avancées scientifiques, des règlements de compte, une méthode d'investigation, une critique des systèmes philosophiques traditionnels… Il contient deux thèmes que l'on retrouvera dans Zadig et Candide : « le « philosophe » dans la société et devant le cosmos » et « le bonheur en liaison avec la « philosophie ».
Le thème qui donne son unité au récit est le relativisme.

### Point de vue de Sirius
Le docteur de Sorbonne défend la thèse anthropocentrique (l'homme est le centre de l'univers), combattue depuis le XVIIe siècle par le mouvement libertin, puis philosophique. Voltaire répond à cette façon de voir en inversant le procédé de Swift. Ce n'est plus un humain qui s'en va dans un pays mystérieux observer des êtres étranges ; c'est un être venu d'ailleurs qui porte un regard étonné sur des êtres étranges : les humains.
Voltaire estime que ceux qui jugent d'après un point de vue particulier ont toutes les chances de tomber dans l'erreur. Mieux vaut toucher à l'universel. Il se propose donc, dès le Traité de Métaphysique (paru en 1734, c'est-à-dire après les Éléments de la philosophie de Newton et avant Micromégas), de prendre de la hauteur : « Je vais tâcher, en étudiant l’homme, de me mettre d’abord hors de sa sphère et hors d’intérêt […] Je suppose, par exemple, que, né avec la faculté de penser et de sentir que j’ai présentement, et n’ayant point la forme humaine, je descends du globe de Mars ou de Jupiter. Je peux porter une vue rapide sur tous les siècles, tous les pays, et par conséquent sur toutes les sottises de ce petit globe. » C’est le procédé de l’œil neuf, déjà employé par Montesquieu dans ses Lettres persanes. On l'appelle aussi le « point de vue de Sirius ». Cette expression pourrait d'ailleurs, selon Pierre Hadot, venir de Micromégas (même si Voltaire ne l'emploie pas dans le conte).

### Relativisme
Le nom du personnage principal est composé de deux mots grecs : mikros (« petit ») et megas (« grand »). Chaque composant de l'univers est un micromégas, à la fois grand par rapport à plus petit que lui et petit par rapport à plus grand. Le livre est une leçon de relativisme : le grand et le petit n'ont rien d'absolu. La croyance en un absolu fait naître des préjugés. À la fin du conte, Micromégas laisse aux hommes un livre qui doit leur permettre de voir « le bout des choses ». Ce livre est tout blanc, car le savoir n'est ni absolu ni définitif : il n'épuisera jamais la réalité, il restera toujours relatif.

### Système de Newton
Voltaire, au château de Cirey, se fait expliquer par Émilie du Châtelet les Principes mathématiques de la philosophie naturelle de Newton. Il publie en 1738 les Éléments de la philosophie de Newton. C'est l'enthousiasme de ce livre qui s'exprime dans Micromégas.
Micromégas se sert, pour cheminer, des « lois de la gravitation » et de « toutes les forces attractives et répulsives ». Les proportions entre les astres, les distances d'une planète à l'autre sont exactes. « C'est avant tout, dit Jacques Van den Heuvel, l'esprit du système de Newton qui s'exalte à travers Micromégas. »

### Rappel à l'exigence du concret
La science est valorisée dans Micromégas. Les deux géants, pleins de bon sens, sont avides de découvrir. Et les humains font leur admiration pour la précision de leurs connaissances scientifiques. Mais les systèmes philosophiques traditionnels sont tournés en dérision. Voltaire, comme Locke, juge vain de s'adonner à la spéculation métaphysique, qui n'aboutit à aucune certitude. Mieux vaut se consacrer à ce qui est à sa portée : observer et expérimenter. Dans une lettre, Voltaire dit : « Locke a resserré l'empire de la science pour l'affermir. Qu'est-ce que l'âme ? je n'en sais rien. Qu'est-ce que la matière ? Je n'en sais rien […] Nous sommes faits pour compter, mesurer, peser ; voilà ce que fait Newton. »
La philosophie du XVIIIe siècle, et particulièrement celle de Voltaire, s'appuie sur l'expérience. Après s'être épuisés en conjectures, « après beaucoup de raisonnements fort ingénieux et fort incertains », Micromégas et le nain conviennent qu'il faut en « revenir aux faits ». Et, plus tard, quand ils découvrent les hommes, le nain déclare : « Il faut tâcher d'examiner ces insectes, nous raisonnerons après. » Micromégas et son compagnon accèdent donc lentement à la vérité, par une « série d'approximations successives ». La « méthode des essais et des erreurs » de Locke devient ici méthode « des tâtonnements et des méprises ». Les deux géants vont peu à peu mettre au point la méthode d'observation idéale : en évitant de céder aux préjugés comme l'a d'abord fait le nain (il a conclu qu'il n'y avait personne sur terre, puisque ses yeux n'avaient décelé personne), elle combine les données fournies par les sens (Micromégas sent un picotement dans sa main) et celles obtenues grâce à la technique (un diamant lui sert de microscope).

### Curiosité, tolérance
Chassé de la cour par l'obscurantisme et le fanatisme, Micromégas répond par la « curiosité ». Le « voyage philosophique » va lui permettre d'observer, de questionner, de comparer. En découvrant les mœurs d'autres vivants, il va se former à la tolérance.

### Absurdité de la guerre
Voltaire a déjà condamné plusieurs fois la guerre, notamment à la fin de la première des Lettres philosophiques et dans sa correspondance avec Frédéric de Prusse. Il le fait dans Micromégas, en soulignant les enjeux dérisoires de conflits absurdes. Il le fera en 1759 dans Candide, et en 1764 dans le Dictionnaire philosophique (article « Guerre »). Il n'oublie pas de faire partager l'opprobre au clergé, puisque dans la première des Lettres philosophiques le massacre est salué d'actions de grâce, de cloches et d'orgues, puisque dans Micromégas Dieu est remercié solennellement et puisque dans Candide des Te Deum sont chantés dans les deux camps.

### Misère de l'homme
Le Saturnien se lamente de ne pouvoir compter que sur 15 000 ans d'espérance de vie. Micromégas l'appelle à relativiser : sur certaines planètes, elle est 700 000 fois plus longue, et certains trouvent encore moyen de s'en plaindre. Voltaire vise ici les auteurs qui insistent sur la misère de l'homme : Sénèque, Montaigne, Bossuet, Pascal.

### Rappel à l'humilité

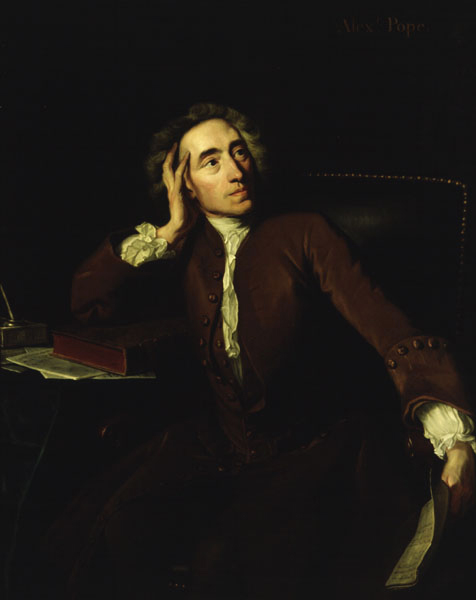
Alexander Pope.

Voltaire jette un regard consterné sur l'orgueil démesuré de ces êtres microscopiques, les humains, par rapport à leur place dans l'univers. Pascal a déjà rappelé l'homme à l'humilité, évoquant la « disproportion » entre l'homme et la nature. Mais il dramatisait : « Entre ces deux abîmes de l'infini et du néant, il tremblera […] Abîmé dans l'infinie immensité des espaces que j'ignore et qui m'ignorent, je m'effraie et m'étonne de me voir ici plutôt que là. »

### L'homme est à sa place dans la nature
Alexander Pope, dans son poème Essai sur l'homme a rappelé à son tour l'homme à l'humilité. Mais il ne cède pas à l'angoisse et au vertige comme l'a fait Pascal. Grâce au système de Newton, l'univers s'explique, et devient rassurant. Et Voltaire, saisi par l'optimisme de Pope, a déjà répondu à Pascal dans les Lettres philosophiques : « L'homme paraît être à sa place dans la nature. » Le temps du pessimisme viendra plus tard pour Voltaire, avec le Poème sur le désastre de Lisbonne (1756). Pour Jacques Van den Heuvel, Micromégas « respire une sorte d'allégresse cosmique ».

## Hommage
L'astéroïde (224617) Micromégas, découvert le 22 décembre 2005 par Jean-Claude Merlin, est nommé en l'honneur du conte.

## Pour approfondir